# Bettany Hughes
Pour les articles homonymes, voir Hughes.
Bettany Hughes, née le 14 mai 1967 à Oxford, est une historienne, écrivaine et présentatrice britannique.
Elle est notamment connue pour avoir tourné Quand les Maures régnaient en Europe en 2005, et récemment Britain's Secret Treasures en 2012.

## Vie familiale et personnelle
Bettany Hughes est la fille de l’acteur Peter Hughes (en) et la sœur du joueur de cricket et journaliste Simon Hughes (en). Elle est mariée au directeur de festival Adrian Evans avec qui elle a eu deux enfants,. 
Bettany Hughes est végétarienne.

## Livres
- Helen of Troy: Goddess, Princess, Whore (2005)
- (en) The Hemlock cup. Socrates, Athens and the search for a good life, Londres, Jonathan Cape, 2010
- Istanbul: A Tale of Three Cities (2017)
- Venus and Aphrodite (2019)
- The Seven Wonders of the Ancient World (2024)

## Filmographie
- 2005 : Quand les Maures régnaient en Europe
- 2012 : Britain's Secret Treasures
- 2017 : Vénus dévoilée (histoire de la déesse Vénus, Aphrodite, Ishtar, Astarté, Inanna), Royaume-Uni, réalisateurs Mary Cranitch, Jack Macinnes, 58 min.
- 2018 : Bacchus sans filtre (Bacchus chez les Romains, Dionysos est le dieu de la vigne, du vin, du théatre, de la fête et de la folie dans la mythologie grecque), Royaume-Uni, Réalisateur Nick Gillam-Smith, 58 min.